# Гендерсон (Меріленд)
Гендерсон (англ. Henderson) — місто (англ. town) в США, в окрузі Керолайн штату Меріленд. Населення — 160 осіб (2020).

## Географія
Гендерсон розташований за координатами 39°4′29″ пн. ш. 75°45′59″ зх. д. / 39.07472° пн. ш. 75.76639° зх. д. (39.074856, -75.766343).  За даними Бюро перепису населення США в 2010 році місто мало площу 0,33 км², уся площа — суходіл.

## Демографія
Згідно з переписом 2010 року, у місті мешкало 146 осіб у 44 домогосподарствах у складі 28 родин. Густота населення становила 446 осіб/км².  Було 51 помешкання (156/км²).
Расовий склад населення:
| - 65,8 % — білих - 2,1 % — чорних або афроамериканців - 0,7 % — корінних американців - 30,8 % — осіб інших рас |

До двох чи більше рас належало 0,7 %. Частка іспаномовних становила 37,0 % від усіх жителів.
За віковим діапазоном населення розподілялося таким чином: 23,3 % — особи молодші 18 років, 71,2 % — особи у віці 18—64 років, 5,5 % — особи у віці 65 років та старші. Медіана віку мешканця становила 30,0 року. На 100 осіб жіночої статі у місті припадало 111,6 чоловіків;  на 100 жінок у віці від 18 років та старших — 119,6 чоловіків також старших 18 років.
Середній дохід на одне домашнє господарство  становив 32 587 доларів США (медіана — 27 500), а середній дохід на одну сім'ю — 34 591 долар (медіана — 31 250). За межею бідності перебувало 57,0 % осіб, у тому числі 65,4 % дітей у віці до 18 років та 52,9 % осіб у віці 65 років та старших.
Цивільне працевлаштоване населення становило 35 осіб. Основні галузі зайнятості: науковці, спеціалісти, менеджери — 25,7 %, публічна адміністрація — 17,1 %, мистецтво, розваги та відпочинок — 14,3 %, освіта, охорона здоров'я та соціальна допомога — 14,3 %.